# Lancaster (Wisconsin)
Lancaster ist eine Kleinstadt (mit dem Status „City“) und Verwaltungssitz des Grant County im US-amerikanischen Bundesstaat Wisconsin. Im Jahr 2010 hatte Lancaster 3868 Einwohner.

## Geographie
Lancaster liegt im Südwesten Wisconsins auf 42°50'55" nördlicher Breite und 90°42'38" westlicher Länge. Die Stadt erstreckt sich über eine Fläche von 7,3 km2, die ausschließlich Landfläche beinhaltet.
Lancaster liegt, im Gegensatz zum größten Teil Wisconsins, in der nicht von der letzten Eiszeit überformten älteren Driftless Area.
Lancaster liegt 34 km östlich des Mississippi River, der die Grenze nach Iowa bildet. 46 km südlich der Stadt befindet sich die Grenze zm Bundesstaat Illinois.
Durch Lancaster führt der in Nord-Süd-Richtung durch das gesamte Mississippigebiet verlaufende U.S. Highway 61. 132 km östlich befindet sich Wisconsins Hauptstadt Madison. In südöstlicher Richtung sind es 336 km bis Chicago. Die Quad Cities liegen 164 km im Süden.

## Geschichte
Mayor G. M. Price, ein Bodenspekulant, legte die Stadt im Jahre 1837 an. Durch einen Verwandten aus Lancaster in Pennsylvania wurde er überzeugt, den Ort Lancaster zu nennen. An der Pleasant Ridge entstand eine der ersten afro-amerikanischen Gemeinden in Wisconsin. Gegründet wurde sie 1849 von einer Schäferfamilie. Lancaster war lange der Wohnort von Nelson Dewey, des ersten Gouverneurs von Wisconsin.
Seit 2010 besteht eine offizielle Städtepartnerschaft zum deutschen Dorf Heiden.

## Bevölkerung
Nach der Volkszählung im Jahr 2010 lebten in Lancaster 3868 Menschen in 1659 Haushalten. Die Bevölkerungsdichte betrug 529,9 Einwohner pro Quadratkilometer. In den 1659 Haushalten lebten statistisch je 2,27 Personen.
Ethnisch betrachtet setzte sich die Bevölkerung zusammen aus 98,3 Prozent Weißen, 0,5 Prozent Afroamerikanern, 0,2 Prozent amerikanischen Ureinwohnern, 0,5 Prozent Asiaten sowie 0,3 Prozent aus anderen ethnischen Gruppen; 0,3 Prozent stammten von zwei oder mehr Ethnien ab. Unabhängig von der ethnischen Zugehörigkeit waren 0,8 Prozent der Bevölkerung spanischer oder lateinamerikanischer Abstammung.
23,6 Prozent der Bevölkerung waren unter 18 Jahre alt, 56,6 Prozent waren zwischen 18 und 64 und 19,8 Prozent waren 65 Jahre oder älter. 52,6 Prozent der Bevölkerung war weiblich.
Das mittlere jährliche Einkommen eines Haushalts lag bei 42.391 USD. Das Pro-Kopf-Einkommen betrug 21.717 USD. 3,8 Prozent der Einwohner lebten unterhalb der Armutsgrenze.

## Bekannte Bewohner
- J. Allen Barber (1809–1881) – republikanischer Abgeordneter des US-Repräsentantenhauses[5] – lebte lange in Lancaster und ist hier beigesetzt[6]
- Allen R. Bushnell (1833–1909) – demokratischer Abgeordneter des US-Repräsentantenhauses[7] – praktizierte als Anwalt in Lancaster und ist hier beigesetzt[8]
- John Benton Callis (1828–1898) – republikanischer Abgeordneter des US-Repräsentantenhauses[9] – lebte lange in Lancaster und ist hier beigesetzt[10]